# Zevenheuvelenloop 1992
De Zevenheuvelenloop 1992 vond plaats op 15 november 1992 in Nijmegen. Het was de negende editie van deze wedstrijd. Centrale locatie van de organisatie was dit jaar voor het eerst het Concertgebouw De Vereeniging en de start/finish vonden plaats op de Groesbeekseweg ter hoogte van de Sumatrastraat.
De wedstrijd bij de mannen werd gewonnen door de 30-jarige Brit Carl Thackery in 43.54. Hij vloog over de heuvels en had op de finish slechts één seconde voorsprong op de Keniaan Joseph Keino. William Mutwol werd derde met een finishtijd van 44.04. Bij de vrouwen won de negentienjarige Keniaanse Tegla Loroupe. Carla Beurskens kon haar het langste volgen, maar werd aan het einde nog gepasseerd door haar landgenote Carlien Harms.
In totaal schreven 5529 deelnemers in, waarvan er 4946 finishten.

## Uitslagen

### Mannen
| rang   | naam                | land | tijd    |
| ------ | ------------------- | ---- | ------- |
| Goud   | Carl Thackery       | ENG  | 43.54,0 |
| Zilver | Joseph Keino        | KEN  | 43.55,0 |
| Brons  | William Mutwol      | KEN  | 44.03,9 |
| 4      | Bert van Vlaanderen | NED  | 44.20,5 |
| 5      | Marco Gielen        | NED  | 44.22,6 |
| 6      | Ivan Uvizl          | CZE  | 44.42,6 |
| 7      | René Godlieb        | NED  | 44.44,5 |
| 8      | John Treacy         | IRL  | 44.59,3 |
| 9      | Henk Gommer         | NED  | 45.26,4 |
| 10     | Aart Stigter        | NED  | 45.29,9 |
| 11     | Michel de Maat      | NED  | 45.31,8 |
| 12     | Nico Hamers         | NED  | 45.32,4 |
| 13     | Jacob Ngunzu        | KEN  | 45.42,0 |
| 14     | John Vermeule       | NED  | 45.50,7 |
| 15     | Marti ten Kate      | NED  | 45.54,4 |
| 16     | Cor Saelmans        | BEL  | 45.59,0 |
| 17     | Huub Pragt          | NED  | 46.03,5 |
| 18     | Henk vd Boogaard    | NED  | 46.09,3 |
| 19     | Kees Kraaijeveld    | NED  | 46.31,4 |
| 20     | Jan-Dirk Hazeleger  | NED  | 46.43,1 |

### Vrouwen
| rang   | naam                   | land | tijd    |
| ------ | ---------------------- | ---- | ------- |
| Goud   | Tegla Loroupe          | KEN  | 50.52,6 |
| Zilver | Carlien Harms          | NED  | 51.11,5 |
| Brons  | Carla Beurskens        | NED  | 51.26,9 |
| 4      | Marlie Marutiak        | NED  | 52.35,1 |
| 5      | Marianne van de Linde  | NED  | 52.42,9 |
| 6      | Kristijna Loonen       | NED  | 53.01,5 |
| 7      | Marjan Freriks         | NED  | 53.14,3 |
| 8      | Regina van Duyn        | NED  | 53.31,0 |
| 9      | Mieke Hombergen        | NED  | 53.45,8 |
| 10     | Helle Vullings         | NED  | 53.48,1 |
| 11     | Joke Kleijweg          | NED  | 54.10,7 |
| 12     | Jeanne Jansen-Michiels | NED  | 54.35,9 |
| 13     | Irma Heeren            | NED  | 54.44,5 |
| 14     | Gerrie Timmermans      | NED  | 55.08,0 |
| 15     | Ineke Vis              | NED  | 55.26,3 |
| 16     | Erika Souverijn        | NED  | 56.21,3 |
| 17     | Gretha Janssen         | NED  | 56.48,5 |
| 18     | Marianne Vlasveld      | NED  | 57.49,6 |
| 19     | Isabelle Heussinkveld  | NED  | 59.28,9 |
| 20     | Irina Fischer-Baling   | NED  | 59.35,3 |

1984 ·
1985 ·
1986 ·
1987 ·
1988 ·
1989 ·
1990 ·
1991 ·
1992 ·
1993 ·
1994 ·
1995 ·
1996 ·
1997 ·
1998 ·
1999 ·
2000 ·
2001 ·
2002 ·
2003 ·
2004 ·
2005 ·
2006 ·
2007 ·
2008 ·
2009 ·
2010 ·
2011 ·
2012 ·
2013 ·
2014 ·
2015 ·
2016 ·
2017 ·
2018 ·
2019 ·
2022